# Cecilia Bouzat

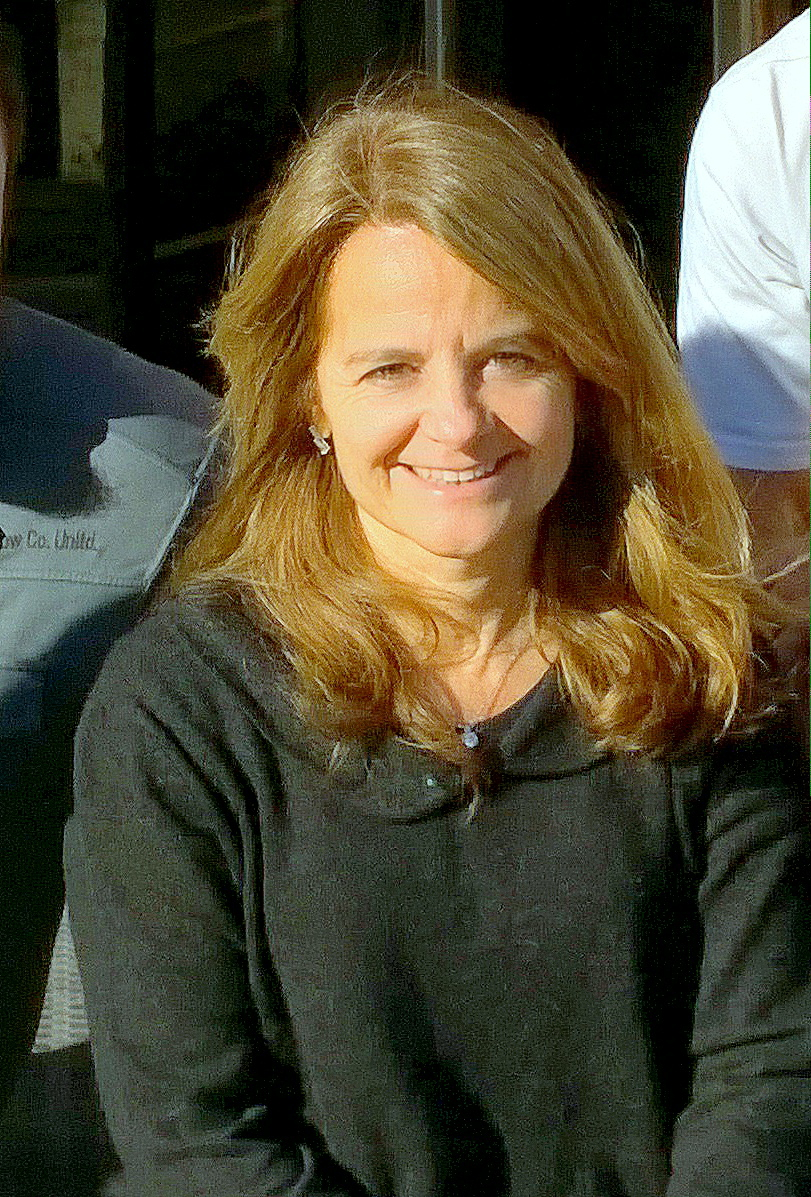
Cecilia Bouzat

Cecilia Bouzat (geb. 10. Dezember 1961 in Bahía Blanca) ist eine argentinische Biochemikerin und Neuropharmakologin. Sie ist Leiterin des Instituto de Investigaciones Bioquímicas in Bahía Blanca und Professorin an der Universidad Nacional del Sur. Internationale Anerkennung erlangte sie für ihre Beiträge zur Erforschung neuronaler Rezeptoren, insbesondere der sogenannten Cys-loop-Rezeptoren, und wurde 2014 mit dem UNESCO-L’Oréal-Preis ausgezeichnet.

## Leben
Bouzat wurde als drittes von sechs Kindern in Bahía Blanca geboren und wuchs in einer Familie von Medizinern auf. Sie besuchte das Colegio La Inmaculada und das Instituto Southlands, wo sie eine englischsprachige Ausbildung erhielt. Ursprünglich wollte sie Medizin studieren, entschied sich jedoch schließlich für Biochemie an der Universidad Nacional del Sur (UNS). Während ihres Studiums entwickelte sie Interesse an den molekularen Grundlagen der Zellfunktion.
Bouzat begann ihre Forschungslaufbahn 1988 am Instituto de Investigaciones Bioquímicas in Bahía Blanca. Ein prägender Schritt war ihr fünfmonatiger Forschungsaufenthalt an der Yale University im Jahr 1989, wo sie bei Fred J. Sigworth die Elektrophysiologie kennenlernte. Nach ihrer Promotion in Biochemie war sie Postdoktorandin an der Mayo Clinic in Rochester, Minnesota (1992–1993), wo sie molekulare Biologie und weitere elektrophysiologische Techniken erlernte.
Nach ihrer Rückkehr nach Argentinien 1993 waren die Anfangsjahre schwierig, da sie zunächst keinen stabilen Forschungsposten fand. Erst 1997 erhielt sie durch das CONICET eine Festanstellung als Wissenschaftlerin am Instituto de Investigaciones Bioquímicas de Bahía Blanca. Sie ist Mitglied der argentinischen Akademie der Wissenschaften und der Academia de Ciencias de América Latina.

## Wirken
Bouzat forscht insbesondere über neuronale Rezeptoren, insbesondere sogenannte Cys-loop-Rezeptoren, die maßgeblich an der neuronalen und neuromuskulären Signalübertragung beteiligt sind. Ihre Arbeiten haben grundlegende Einblicke in die Funktionsweise dieser Rezeptoren ermöglicht, insbesondere wie Medikamente und andere Substanzen deren Aktivität modulieren können.
Mit ihrer Forschung zu Rezeptoren, die bei neurologischen Erkrankungen wie Alzheimer, Parkinson und Schizophrenie eine Rolle spielen, legte Bouzat wichtige Grundlagen für die Entwicklung neuer therapeutischer Ansätze. Dabei verwendet sie zur Messung kleinster elektrischer Ströme in Nervenzellen hochauflösende elektrophysiologische Techniken.
Neben ihrer wissenschaftlichen Tätigkeit setzt sich Bouzat für die Förderung der Rolle von Frauen in der Wissenschaft ein und mahnt eine verstärkte Unterstützung von Müttern in der Forschung an.
Bouzat wurde mehrfach ausgezeichnet und erhielt internationale Stipendien und Förderungen, unter anderem von der John Simon Guggenheim Memorial Foundation (2005) und der Bill & Melinda Gates Foundation. Im Jahr 2014 erhielt sie als erste Argentinierin den UNESCO-L’Oréal-Preis. Dieser Preis machte sie auch öffentlich bekannt und führte zu einer persönlichen Ehrung durch die damalige argentinische Präsidentin Cristina Fernández de Kirchner.